# Ampelocissus acetosa
Ampelocissus acetosa là một loài thực vật hai lá mầm trong họ Nho. Loài này được (F.Muell.) Planch. miêu tả khoa học đầu tiên năm 1885.